# Eupithecia trimaculata
Eupithecia trimaculata là một loài bướm đêm trong họ Geometridae.